# Francis Aidan Gasquet
Francis Aidan Gasquet, O.S.B., angleški duhovnik, škof in kardinal, * 5. oktober 1846, London, † 5. april 1929.

## Življenjepis
19. decembra 1871 je prejel duhovniško posvečenje.
25. maja 1914 je bil povzdignjen v kardinala in imenovan za kardinal-diakona S. Giorgio in Velabro; 6. decembra 1915 je postal kardinal-diakon S. Maria in Portico.
28. novembra 1917 je bil imenovan za arhivista Vatikanskih tajnih arhivov, 9. maja 1919 za knjižničarja Vatikanske knjižnice in 18. decembra 1924 za kardinal-duhovnika S. Maria in Portico.